# Cừu bụng đen Barbados

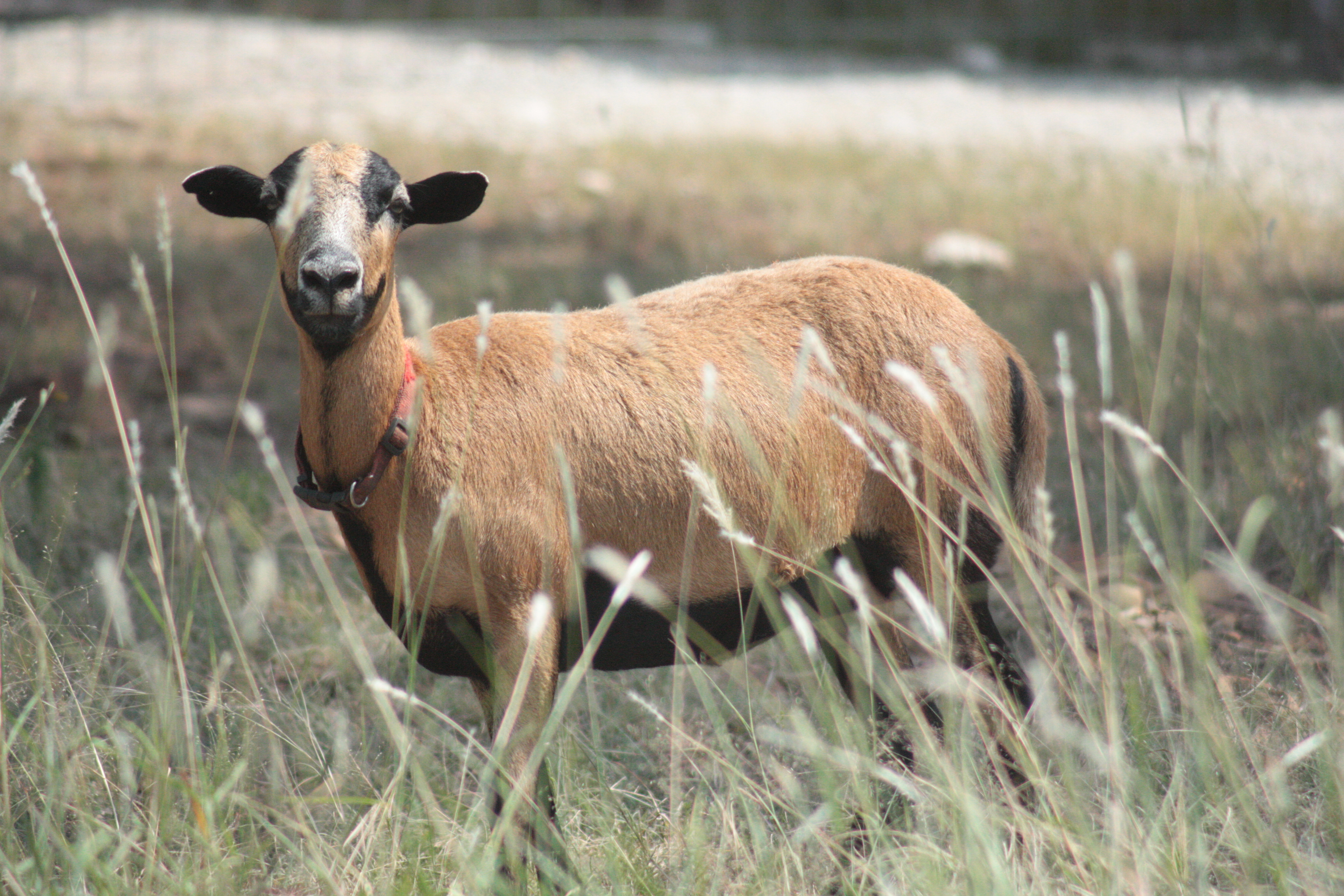
Cừu bụng đen Barbados

Cừu bụng đen Barbados là một giống cừu nhà có nguồn gốc từ đảo Caribbean của Barbados. Đây là một giống thuần chủng, mặc dù có vẻ như là cừu Barbados có tổ tiên từ châu Phi, có vẻ là bằng chứng rõ ràng rằng giống cừu này, như đã thấy ngày hôm nay, được phát triển bởi người dân trên đảo từ những con cừu mang theo những con tàu trong giai đoạn khá sớm sau khi người châu Âu đầu tiên đặt chân đến đây. Giống cừu này được nuôi chủ yếu để lấy thịt cừu. Nó được phân phối rộng rãi, với tổng số đàn hiện có trong hai mươi lăm nước ở châu Mỹ, châu Á và châu Âu. Đó là đàn cừu giống phong phú nhất trong khu vực Caribbe, ở Mexico và ở Peru. Năm 2015, tổng dân số thế giới được ước tính vào khoảng 158.000 đầu con. Năm 2014, tại Hoa Kỳ đã báo cáo có 1.971 con cừu thuộc giống này đã đăng ký.

## Lịch sử
Trong năm 1904, Bộ Nông nghiệp Mỹ nhập khẩu một đàn chiên nhỏ và vận chuyển chúng để nghiên cứu đến Bethesda, Maryland. Từ đó bầy ban đầu, ít nhất là hai giống khác nhau đã xuất hiện tại Hoa Kỳ, và có rất nhiều sự nhầm lẫn trong tên giống. Trong năm 2004, có ít hơn 200 cá thể cừu thuần chủng Barbados tại Hoa Kỳ, trái ngược với một dân số lớn và ngày càng tăng của một con lai phổ biến, thường được gọi là "Barbado." Trong khi cừu đực thuần chủng Barbados bụng đen và cừu cái thì khuyết sừng (hornless), các con Barbado được chú ý nhiều nhất cho các vương giả của sừng trên cừu đực, và một số con cừu cái cũng có thể có sừng nhỏ. Những chiếc sừng đã được thu được bằng cách lai tạo với cừu Barbados với cừu Mouflon và cừu Rambouillet sau khi chúng đã nhập khẩu của USDA.
Nhận thức được rằng thuật ngữ "Barbado" không xác định đầy đủ các đặc điểm mà các nhà lai tạo tìm kiếm trong các động vật có sừng, Hiệp hội Sheep Barbados Blackbelly Quốc tế (BBSAI) đã thông qua một tiêu chuẩn giống trong năm 2004 và động vật được xác định đáp ứng tiêu chuẩn này là "American Blackbelly." Kết quả là, các nhà lai tạo của cả hai giống cừu đã có thể tốt hơn để có được di truyền của giống cừu của họ lựa chọn với một số chắc chắn rằng các loài động vật sẽ lai tạo. Trong năm 2014, đã có hơn 1.900 con cừu Barbados tại Hoa Kỳ

## Đặc điểm

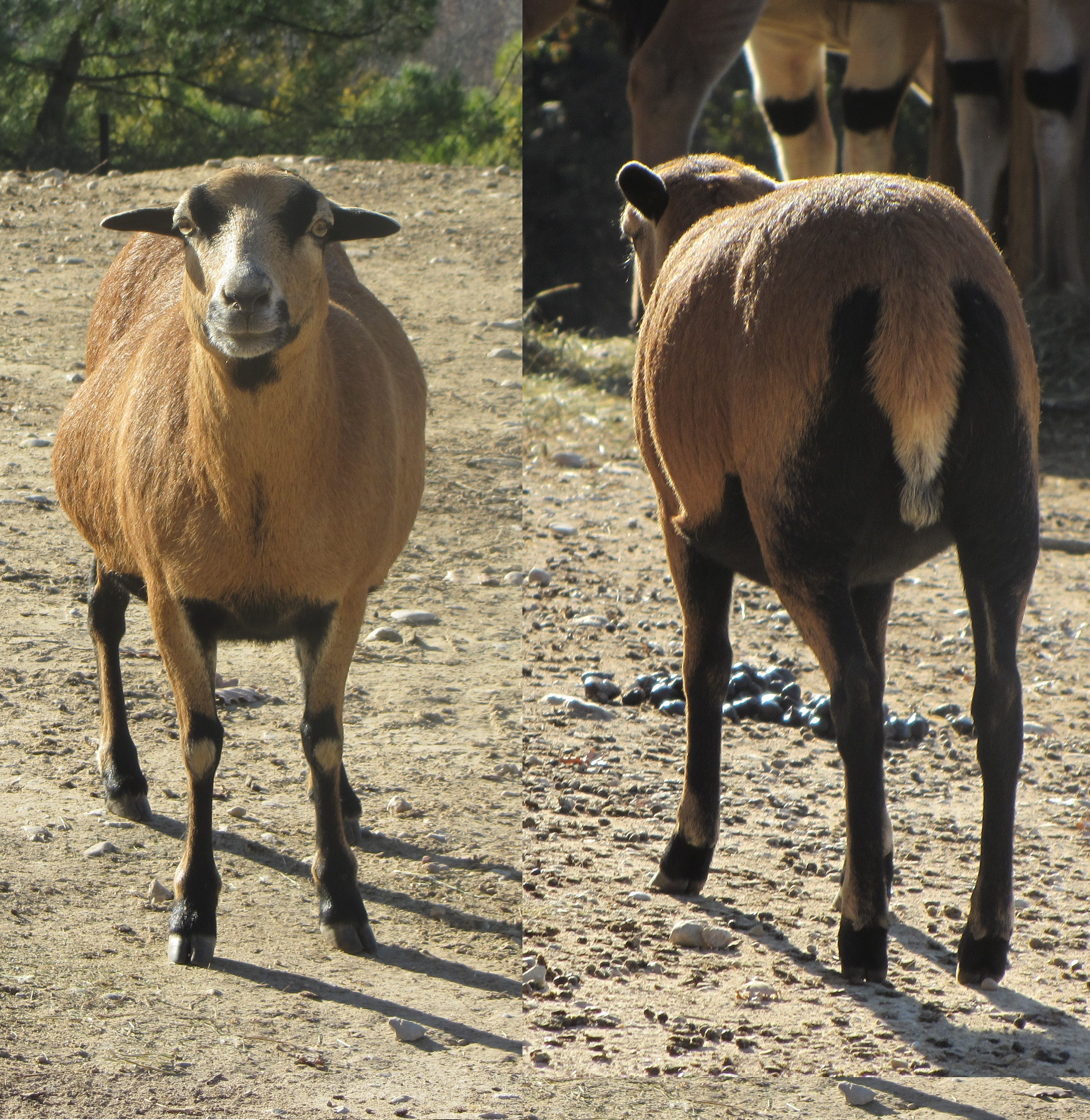

Cừu bụng đen có khả năng chịu nóng và sức chịu đựng hơn hầu hết các giống cừu, bàn chân vàbằng nhiều cách giống như hươu. Chúng được gọi là cừu tóc, có nghĩa là không mọc lông nhưng có mái tóc thô thay thế. Nếu lớn lên ở vùng khí hậu mát mẻ hơn, chúng thường phát triển một lớp lông len mà họ đổ vào mùa xuân. Barbados Blackbelly sẽ nhân giống quanh năm không giống như hầu hết các con chiên. Thịt nạc và nhẹ hương vị. Chúng rất giỏi kháng bệnh và ký sinh trùng và những đặc điểm di truyền đã tạo ra một nhu cầu cừu trong hoạt động lai.
Trán chúng phẳng, xương mũi lồi ra, chúng có hố nước mắt, mõm của chúng mỏng, môi hoạt động, răng cửa sắc, nhờ đó chúng có thể gặm được cỏ mọc thấp và bứt được những lá thân cây mềm mại, hợp khẩu vị trên cao để ăn. Chúng có thói quen đi kiếm ăn theo bầy đàn, tạo thành nhóm lớn trên đồng cỏ. Trong da chúng có nhiều tuyến mồ hôi và tuyến mỡ hơn dê. Bởi thế chúng bài tiết mồ hôi nhiều hơn và các cơ quan hô hấp tham gia tích cực hơn vào quá trình điều tiết nhiệt. Mô mỡ dưới da của chúng phát triển tốt hơn dê và ngược lại ở các cơ bên trong của chúng có ít tích lũy mỡ hơn dê.
Giống cừu bản địa nhiệt đới thường không có sự chênh lệch nhiều về khối lượng, cừu thuần Babados Blackbelly và lai Babados Blackbelly lúc trưởng thành (đực, cái) có khối lượng: 31,8-25,41 kg; 46,83- 30,92 kg; 38,83- 28,59 kg, các giống cừu địa phương đều có tầm vóc nhỏ trung bình thậm chí còn nhỏ hơn cừu Phan Rang, tuy nhiên, các giống lai ở các cặp lai sử dụng giống có tầm vóc lớn cho lai với các giống địa phương đã cải thiện tầm vóc đáng kể.

## Chăn nuôi

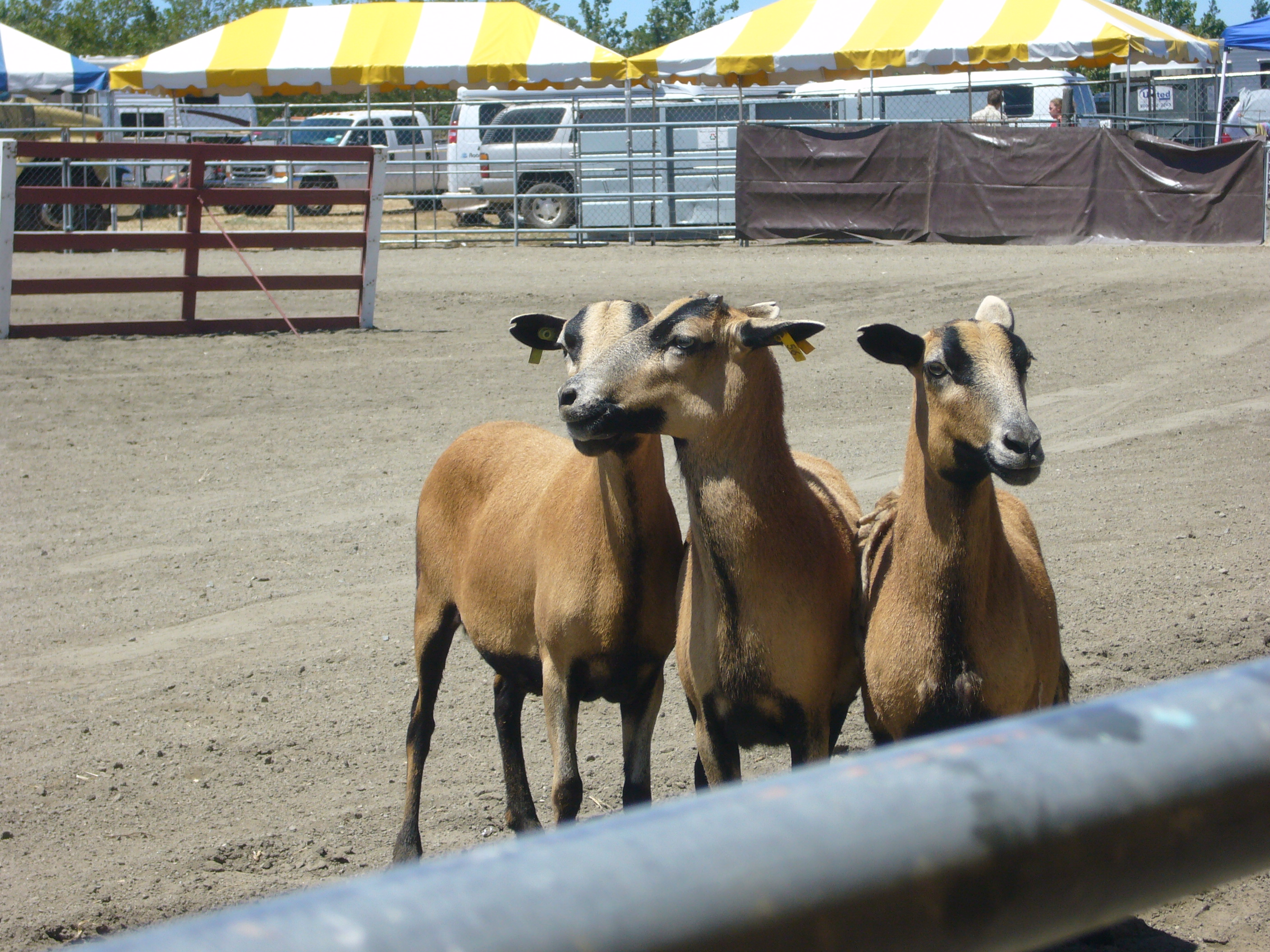
Cừu bụng đen Barbados

Chúng có tính bầy đàn cao nên dễ quản lý, chúng thường đi kiếm ăn theo đàn nên việc chăm sóc và quản lý rất thuận lợi. Chúng cũng là loài dễ nuôi, mau lớn, ít tốn công chăm sóc. So với chăn nuôi bò thì chúng là vật nuôi dễ tính hơn, thức ăn của chúng rất đa dạng, thức ăn của chúng là những loại không cạnh tranh với lương thực của người. Chúng là động vật có vú ăn rất nhiều cỏ.
Hầu hết chúng gặm cỏ và ăn các loại cỏ khô khác, tránh các phần thực vật có gỗ nhiều. Chúng có chế độ hoạt động ban ngày, ăn từ sáng đến tối, thỉnh thoảng dừng lại để nghỉ ngơi và nhai lại. Đồng cỏ lý tưởng cho chúng như cỏ và cây họ Đậu. Khác với thức ăn gia súc, thức ăn chính của chúng trong mùa đông là cỏ khô.
Chúng là loài ăn tạp, có thể ăn được nhiều loại thức ăn bao gồm thức ăn thô xanh các loại như: rơm cỏ tươi, khô, rau, củ quả bầu bí các loại, phế phụ phẩm công nông nghiệp và các loại thức ăn tinh bổ sung như cám gạo ngũ cốc. Mỗi ngày chúng có thể ăn được một lượng thức ăn 15-20% thể trọng. Chúng cần một lượng thức ăn tính theo vật chất khô bằng 3,5% thể trọng. Với nhu cầu 65% vật chất khô từ thức ăn thô xanh (0,91 kg) và 35% vật chất khô từ thức ăn tinh (0,49 kg). Khi cho chúng ăn loại thức ăn thô xanh chứa 20% vật chất khô và thức ăn tinh chứa 90% vật chất khô.
Nguồn nước uống là nhu cầu cơ bản của chúng. Lượng nước cần cho chúng biến động theo mùa và loại và chất lượng thực phẩm mà chúng tiêu thụ. Khi chúng ăn nhiều trong các tháng đầu tiên và có mưa (kể cả sương, khi chúng ăn vào sáng sớm), chúng cần ít nước hơn. Khi chúng ăn nhiều cỏ khô thì chúng cần nhiều nước. Chúng cũng cần uống nước sạch, và có thể không uống nếu nước có tảo hoặc chất cặn. Trong một số khẩu phần ăn của chúng cũng bao gồm các khoáng chất, hoặc trộn với lượng ít.

## Chăm sóc

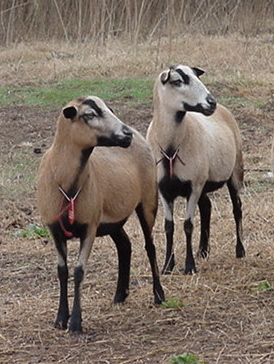
Barbados Blackbelly

Sau khi cho phối giống 16-17 ngày mà không có biểu hiện động dục lại là có thể cừu đã có chửa, Căn cứ vào ngày phối giống để chuẩn bị đỡ đẻ cho cừu (thời gian mang thai của cừu 146-150 ngày) nhằm hạn chế cừu sơ sinh bị chết; Có thể bồi dưỡng thêm thức ăn tinh và rau cỏ non cho cừu có chửa nhưng tuyệt đối tránh thức ăn hôi mốc; Khi có dấu hiệu sắp đẻ (bầu vú căng, xuống sữa, sụt mông, âm hộ sưng to, dịch nhờn chảy ra, cào bới sàn…) nên nhốt ở chuồng riêng có lót ổ rơm và chăn dắt gần, tránh đồi dốc.
Thông thường cừu mẹ nằm đẻ nhưng cũng có trường hợp đứng đẻ, tốt nhất nên chuẩn bị đỡ đẻ cho cừu; Sau khi đẻ cừu mẹ tự liếm cho con. Tuy nhiên, vẫn phải lấy khăn sạch lau khô cho cừu con, nhất là ở miệng và mũi cho cừu con dễ thở. Lấy chỉ sạch buộc cuống rốn (cách rốn 4–5 cm), cắt cuống rốn cho cừu con và dùng cồn Iod để sát trùng; Giúp cừu con sơ sinh đứng dậy bú sữa đầu càng sớm càng tốt (vì trong sữa đầu có nhiều kháng thể tự nhiên); Đẻ xong cho cừu mẹ uống nước thoải mái (có pha đường 1% hoặc muối 0.5%).
Cừu con trong 10 ngày đầu sau khi đẻ cừu con bú sữa mẹ tự do; Từ 11-21 ngày tuổi cừu con bú mẹ 3 lần/ngày, nên tập cho cừu con ăn thêm thức ăn tinh và cỏ non, ngon; 80-90 ngày tuổi có thể cai sữa. Giai đoạn này phải có cỏ tươi non, ngon cho cừu con để kích thích bộ máy tiêu hóa phát triển (đặc biệt là dạ cỏ) và bù đắp lượng dinh dưỡng thiếu hụt do sữa mẹ cung cấp không đủ; Cừu sinh trưởng và phát triển nhanh, mạnh ở giai đoạn này.